# Ямбулат
Ямбулат (тат. Ямбулат) — деревня в Тюлячинском районе Республики Татарстан, в составе Большеметескинского сельского поселения.

## Географическое положение
Деревня находится на реке Тямтибаш, в 6 км к северо-западу от районного центра, села Тюлячи.